# Heinz Deutschland
Heinz Deutschland (* 29. Juni 1934 in Bernau bei Berlin) ist ein deutscher Historiker und ehemaliger Diplomat. Er war Botschafter der DDR in der Zentralafrikanischen Republik (ZAR). Deutschland befasst sich insbesondere mit der Geschichte der deutschen und internationalen Gewerkschaftsbewegung, des Baudenkmals Bundesschule Bernau sowie mit Leben und Wirken von Käte Duncker und Hermann Duncker.

## Leben
Deutschland, Sohn einer Arbeiterfamilie, machte 1952 sein Abitur an der Geschwister-Scholl-Oberschule in Bernau. Er wurde Mitglied der SED. Er studierte von 1952 bis 1958 Wirtschaftswissenschaften und Geschichte in Berlin und Moskau mit dem Abschluss als Diplom-Historiker. Von 1959 bis 1960 war er wissenschaftlicher Mitarbeiter an der Hochschule der Gewerkschaften in Bernau bei Berlin und gleichzeitig Mitarbeiter von Hermann Duncker sowie nach dessen Tod Leiter des Duncker-Archivs/Gedenkstätte. Von 1961 bis 1967 leitete er dort das Institut für Internationale Gewerkschaftspolitik. 1967 promovierte er bei Walter Markov über die Anfänge der afrikanischen Arbeiter- und Gewerkschaftsbewegung zum Dr. phil., im selben Jahr wurde er Angehöriger des Diplomatischen Dienstes der DDR.
Von 1967 bis 1970 amtierte er als Erster Sekretär und stellvertretender Leiter der DDR-Handelsvertretung in Algier und 1970/1971 war er Botschafter der DDR in Bangui (ZAR). 1972 war er Mitarbeiter im Ministerium für Auswärtige Angelegenheiten der DDR (MfAA) u. a. seit 1973 als stellvertretender Leiter in der Abteilung Internationale Ökonomische Organisationen im MfAA.
Ab 1977 leitete er die Forschungsgruppe Geschichte des FDGB an der Gewerkschaftshochschule „Fritz Heckert“. 1980 wurde er zum Professor berufen und erwarb 1982 an der Akademie für Gesellschaftswissenschaften mit einer Arbeit über Herbert Warnke den Dr. sc. phil.
Deutschland war zudem Mitglied des Präsidiums der Historiker-Gesellschaft der DDR, des Rates für Geschichtswissenschaft u. der Redaktion der Zeitschrift „Beiträge zur Geschichte der Arbeiterbewegung“.
1990 Mitbegründer und bis 2007 ehrenamtlicher Vorsitzender des Vereins „baudenkmal bundesschule bernau e. V.“ zur Bewahrung der von Hannes Meyer u. Hans Wittwer errichteten Gebäude der ADGB-Bundesschule.

## Schriften (Auswahl)

### Monographien
- (Hrsg., zusammen mit Karl Dröll): Jeder kann alles lernen! Gedanken Hermann Dunckers zu Studium und Lehre. Hochschule der deutschen Gewerkschaften „Fritz Heckert“, Bernau 1961.
- (zusammen mit Wilhelm Wilke und Gerhard Powik): Afrikas Arbeiter im Kampf. Die Gewerkschaften Afrikas im Ringen um die nationale Unabhängigkeit. Verlag Tribüne, Berlin 1964.
- Hermann Duncker und die russische revolutionäre Bewegung. Verlag Tribüne, Berlin 1964.
- Die Anfänge der afrikanischen Arbeiter- und Gewerkschaftsbewegung 1918–1945. Leipzig, Philosophische Fakultät, Dissertation vom 20. März 1967.
  - (englische Übersetzung): Trailblazers. Struggles and organizations of African workers before 1945. Verlag Tribüne, Berlin 1970.
  - (französische Übersetzung): Pionniers. Luttes et organisations des travailleurs africains avant 1945. Verlag Tribüne, Berlin 1970.
- (zusammen mit Ruth Deutschland, Hrsg.): Die Internationale Arbeitsorganisation. Staatsverlag der DDR, Berlin 1981.
- (zusammen mit Alfred Förster und Ernst Egon Lange): Vertrauensmann seiner Klasse – Herbert Warnke, eine biographische Skizze. Verlag Tribüne, Berlin 1982 (2., überarb. Auflage, 1983).
- (Leiter Autorenkollektiv): Geschichte des Freien Deutschen Gewerkschaftsbundes. Verlag Tribüne, Berlin 1982 (3. Auflage, 1985).
- (zusammen mit Hans Polzin) Die Zerschlagung der freien Gewerkschaften am 2. Mai 1933. Hintergründe und historische Lehren. Bernau 1983.
- (zusammen mit Karl Wille, Hrsg.): Hermann Duncker. Ausgewählte Schriften und Reden aus sechs Jahrzehnten. Verlag Tribüne, Berlin 1984.
- (Leiter Autorenkollektiv) Geschichte des FDGB – Chronik 1945–1982. Verlag Tribüne, Berlin 1985 (3., erweiterte Auflage (1945 bis 1986) 1987).
- (zusammen mit Ernst Egon Lange, Hrsg.): Wegbereiter. 32 Porträtskizzen. Verlag Tribüne, Berlin 1987.
- (zusammen mit Wolfgang Heyn, Hrsg.) August Bebel. Über Gewerkschaften. Verlag Tribüne, Berlin 1988.
- Gewerkschaftsgeschichte – Ergebnisse und Aufgaben. Bernau 1988.
- (zusammen mit Jonas Geist): Max Taut. Architekt und Lehrer (1884–1967). Pressestelle der Hochschule der Künste, Berlin 1999.
- (zusammen mit Mario Keßler): Hermann Duncker. Sozialdemokratischer „Wanderprediger“, Spartakist, Gewerkschaftslehrer. VSA-Verlag, Hamburg 2001.
- (Hrsg.) Die Bundesschule der Gewerkschaften in Bernau bei Berlin. Dokumente zur Bau- und Nutzungsgeschichte 1927 bis 1933. Verein Baudenkmal Bundesschule Bernau, Heft 1, Bernau 2003.
- (zusammen mit Wolfgang Heyn u. Günter Thoms, Hrsg.) Der Verein baudenkmal bundesschule bernau 1990–2005. Eine Chronik. Verein Baudenkmal Bundesschule Bernau, Heft 5, Bernau 2005.
- (Hrsg.): „Ich kann nicht durch Morden mein Leben erhalten“. Briefwechsel zwischen Käte und Hermann Duncker 1915 bis 1917. Pahl-Rugenstein, Bonn 2005.
- (zusammen mit Wolfgang Benz, Hrsg.): Das Schicksal der ADGB-Bundesschule im Dritten Reich. Reichsführerschule, Schule des Sicherheitsdienstes der SS, Außenstelle des Reichssicherheitshauptamtes. Verein Baudenkmal Bundesschule Bernau, Heft 6, Bernau 2007, (2. Auflage 2016).
- (zusammen mit Gerd Kaiser): Ein „tüchtiger, feiner Mensch“ – „unbeirrbar rot“ . Edition Bodoni, Berlin 2011 (Biographische Skizze über Edda Tennenbaum, 1878–1952).
- (Hrsg., zusammen mit Ruth Deutschland) Käte und Hermann Duncker. Ein Tagebuch in Briefen (1894–1953) mit einer USB-Card (5722 S.). Karl Dietz Verlag, Berlin 2016.

### Aufsätze
- Zur Entwicklung der afrikanischen Arbeiter- und Gewerkschaftsbewegung von 1918 bis 1945. Historiographie – Quellen – Thesen. In: Zeitschrift für Geschichtswissenschaft (ZfG), XV (1967) 8, S. 1422–1435.
- (zusammen mit Georg Richter) Die Rolle der ILO in der internationalen Klassenauseinandersetzung. In: Deutsche Außenpolitik, 22 (1977) 5, S. 80–96.
- Zu den Beziehungen zwischen der RGI und den sich formierenden Gewerkschaften in Tropisch-Afrika. (16. Linzer Konferenz 1890). In: Die Internationale Gewerkschaftsbewegung zwischen den beiden Weltkriegen. Wien 1982, S. 138–147.
- Theodor Leipart zur Einheit der Arbeiterbewegung 1945–1947 (Dokumentation) . In: Beiträge zur Geschichte der Arbeiterbewegung BzG, 29 (1987), S. 350–362.
- Zu den antifaschistischen Grundlagen der Einheitsgewerkschaft. In: Klassen. Parteien. Gesellschaft. Jena 1987, S. 127–149.
- Die Anfänge der Gewerkschaftsbewegung [in Tropisch Afrika] (1917–1945). In: Annemarie Hafner, Jürgen Herzog: Sklave – Kuli – Lohnarbeiter. Dietz Verlag, Berlin 1988, S. 196–226.
- Erbe und Tradition im FDGB. In: Helmut Meier, Walter     Schmidt (Hrsg.): Erbe und Tradition in der DDR. Die Diskussion der Historiker. Akademie-Verlag, Berlin 1988, S. 364–377.
- Hermann Duncker (1874–1960). In: Heinz Heitzer, Karl-Heinz Nowak, Walter Schmidt: Wegbereiter der DDR-Geschichtswissenschaft.  Biographien. Dietz Verlag, Berlin 1989, S. 27–50.
- Gewerkschaften im Spannungsfeld von Revolution und parlamentarischer Demokratie in den ersten Jahren der Weimarer Republik. In: Perspektive und Aktion. Erfahrungen deutscher Arbeiterbewegung. Jena 1989,     S. 75–83.
- Hannes Meyer und die Gewerkschaften. In: Hannes Meyer. Beiträge zum 100. Geburtstag 1989. Weimar 1990, S. 191–222.
- Die Bernauer Gewerkschaftsschule im Wandel der Zeiten. In: BzG, 32 (1990), S. 673–686.
- Erbe und Tradition im FDGB. In: Helmut Meier, Walter Schmidt (Hrsg.): Erbe und Tradition in der DDR. Die Diskussion der Historiker. Akademie-Verlag, Berlin 1988, S. 364–377.
- Die Bibliothek der Bundesschule des Allgemeinen Deutschen Gewerkschaftsbundes (ADGB) in Bernau (1930–1933). Geschichte, Bestand, Verbleib, Überlieferung. In: Jahrbuch für Forschungen zur Geschichte der Arbeiterbewegung (2003), Heft II, S. 84–100.
- Lehrerin und Abgeordnete. Käte Duncker (1871–1953). In: Gelebte Ideen. Sozialisten in Thüringen. Biographische Skizzen. Jena 2006, S. 123–133.
- Hermann Duncker als Herausgeber. Zum 90. Jahrestag des Erscheinens der ersten Bände der „Elementarbücher des Kommunismus“. In: Jahrbuch für Forschungen zur Geschichte der Arbeiterbewegung (2013).
- Der Proleten Lehrer. Ein langes und bewegtes Leben in der Arbeiterbewegung. Hermann Duncker zum 150. Geburtstag. In: junge welt. 24. Mai 2024, abgerufen am 25. Mai 2024.

### Übersetzungen
- Iwan I. Potechin: Afrika blickt in die Zukunft. Verlag Tribüne, Berlin 1961.
- (zusammen mit Ruth Deutschland) Wassili Grossman, Ilja Ehrenburg (Hrsg.) Das Schwarzbuch. Der Genozid an den sowjetischen Juden. Rowohlt, Reinbek bei Hamburg 1994.
- (zusammen mit Ruth Deutschland) Oleg W. Chlewnjuk. Das Politbüro. Mechanismen der politischen Macht in der Sowjetunion der dreißiger Jahre. Hamburger Edition, Hamburg 1998.
- (Hrsg., zusammen mit Ruth Deutschland) Alexandra Kollontai. Mein Leben in der Diplomatie. Aufzeichnungen aus den Jahren 1922 bis 1945. Karl Dietz Verlag, Berlin 2003.

## Auszeichnungen
- Banner der Arbeit III. Klasse (1976)
- Nationalpreis der DDR II. Klasse für Wissenschaft und Technik (im Kollektiv) (1982).